# Katarzyna Howard (dramat)
Katarzyna Howard (fr. Catherine Howard) – dramat Alexandre’a Dumasa (ojca) z 1834 roku, osnuty na wydarzeniach związanych z małżeństwem króla Henryka VIII z Katarzyną Howard.

## Geneza utworu
Po rozstaniu się z Belle Krelsamer w październiku 1833 roku, z początkiem roku następnego Dumas zamieszkał z Idą Ferrier w mieszkaniu przy rue Bleue 30. Ida sprawnie zajęła się gospodarstwem. Mimo sprzyjających warunków do pracy pisarz jakby trochę stracił impet twórczy. Napisał w tym czasie kilka opowiadań i kiepską sztukę Wenecjanka, jako cichy wspólnik Aniceta Bourgeois. Przerobił też swoją dawną sztukę z 1829 roku Długowłosą Edith, nadając jej tytuł Katarzyna Howard Dramat został wystawiony 2 czerwca 1834 w teatrze Porte-Saint-Martin i został chłodno przyjęty przez publiczność i krytyków.

## Osoby
| Osoba                        | Jej rola w dramacie        | Aktor premierowy |
| ---------------------------- | -------------------------- | ---------------- |
| Henryk VIII                  | król Anglii                | Delafosse        |
| Ethelwood                    | książę Dierham, par Anglii | Lockroy          |
| Hrabia Sussex                |                            | Delaistre        |
| Sir John Scott de Thirlstane | ambasador Jakuba V         | Auguste          |
| Sir Thomas Cranmer           | arcybiskup Canterbury      | Héret            |
| Jack Fleming                 | alchemik                   | Duplanty         |
| Książę Norfolk               | generał pułkownik          | Alfred           |
| Katarzyna Howard             |                            | Ida Ferrier      |
| Księżniczka Małgorzata       |                            | Moralès          |
| Kennedy                      | piastunka Katarzyny Howard | Georges Cadette  |

## Czas akcji
Nieudany zjazd monarchów angielskiego i szkockiego w Yorku, o którym mowa w początkowych scenach dramatu, został wyznaczony na wrzesień 1541 roku. Ślub Henryka VIII z Katarzyną Howard, który ma miejsce w akcie III, odbył się 28 lipca 1540 roku, a śmierć królowej nastąpiła 13 lutego 1542 roku. Wydarzenia te autor zamknął w kilku dniach przełomu stycznia i lutego 1542 roku. Akcja dramatu rozpoczyna się najwcześniej w ostatnich dniach stycznia. Akt III rozgrywa się 1 lutego 1542 roku. Osiem dni później, a więc 9 lutego ma miejsce scena zdemaskowania królowej i sąd nad nią, przedstawiony w akcie IV, a 10 lutego rozgrywa się ostatni akt dramatu

## Treść

### Akt I Sir John Scott de Thirlstane
Obraz I White-Hall – Król Henryk VIII, po kilkudniowym, bezowocnym, oczekiwaniu na króla Szkocji Jakuba V w Yorku, powraca do Londynu. W White-Hall przyjmuje posła króla szkockiego sir Johna Scotta de Thirlstane'a, który odrzuca żądania króla Angliiː zerwania przez królów Szkocji z Rzymem i złożenia mu hołdu jak to czynili od stuleci poprzednicy Jakuba. Henryk zwierza się Ethelwoodowi, że zamierza ponownie się ożenić, tym razem z dziewczyną z ludu, którą wynalazł mu jego alchemik Fleming – Katarzyną Howard, którą Ethelwood ma nazajutrz dyskretnie sprowadzić na dwór i umieścić wśród dwórek siostry Henryka Małgorzaty. Ethelwood jest przerażony. Katarzyna jest jego żoną, poślubioną w sekrecie. Nie jest w stanie przeciwstawić się Henrykowi, żąda więc od Fleminga, nieświadomego sprawcy nieszczęścia, mikstury, po zażyciu której Katarzyna wyglądałaby na martwą i za taką została uznana przez króla.
Obraz II pokój Katarzyny – Katarzyna nudzi się w swoim wiejskim domku i rozmyśla kim może być jej mąż. Ethelwood wlewa jej do szklanki otrzymaną od Fleminga miksturę. Katarzyna pada bez oznak życia.

### Akt II Ethelwood
Obraz III grobowiec rodziny Dierham – Ethelwood czuwa w grobowcu nad ciałem żony. Zjawia się król Henryk, który wkłada zmarłej na palec pierścionek zaręczynowy. Po wyjściu obydwu mężczyzn Katarzyna budzi się w komorze grobowej. Zjawia się Ethelwood, który ją pociesza i wyjawia jej swoją pozycję społeczną i przebieg wypadków. Katarzyna jest zachwycona tym, że król się w niej zakochał i włożył jej na palec zaręczynowy pierścionek, i chociaż Ethelwood chce z nią wyjechać do Francji, nakłania go, by zostali w Anglii, ukrywając jej obecność na zamku Dierham.
Obraz IV pokój na zamku Dierham – Ethelwooda odwiedza król i proponuje mu małżeństwo z jego siostrą Małgorzatą i objęcie funkcji wicekróla na czas jego nieobecności w Londynie w związku z działaniami wojennymi na północy kraju. Ethelwood odmawia. Oburzony odmową król grozi mu konfiskatą dóbr i śmiercią, i odchodzi. Ethelwood zażywa drugą część mikstury otrzymanej od Fleminga. Chce by król uwierzył, że popełnił samobójstwo, aby następnie wraz z żoną, zabrawszy złoto i klejnoty umknąć do Anglii. Katarzynie wręcza klucz do grobowca, w którym ma zostać zamknięty.

### Akt III Henryk VIII
Obraz V White Hall – Małgorzata cierpi po śmierci Ethelwooda, którego kochała. Wchodzą słudzy królewscy, wysłani by go pochować i przynoszą klucz od jego grobowca. Małgorzata zabiera ten klucz i wychodzi. Przed oblicze króla zostaje wpuszczona Katarzyna. Pokazuje Henrykowi pierścień. Uszczęśliwiony król rozpoznaje swą ukochaną i obiecuje jej, że jeszcze tego dnia uczyni ją królową. Upewniona co do swego losu Katarzyna, wyrzuca klucz od grobowca męża do fosy za oknem. Kiedy Henryk odchodzi, by poczynić przygotowania do ślubu i koronacji, przed Katarzyną zjawia się postać Ethelwooda, którą dziewczyna początkowo bierze za zjawę. Ethelwood został uwolniony z grobowca przez Małgorzatę i zapowiada, że za osiem dni wywrze na wiarołomnej żonie swą zemstę.

### Akt IV Hrabia Sussex
Obraz VI pokój królowej – Katarzynie śnią się koszmary, budzi się przerażona, że czuwający przy niej król mógł usłyszeć coś, co by ją skompromitowało. Po odejściu Henryka, tajemnymi drzwiami wchodzi do komnaty Katarzyny Ethelwood i zamyka drzwi, którymi wyszedł król. Potwierdza, że przyszedł wywrzeć zapowiedzianą zemstę. Przypomina Katarzynie o edykcie królewskim, który karze śmiercią każdego, kto by zataił swe poprzednie małżeństwo i ponownie wyszedł za mąż. Pozostaje głuchy na błagania i obietnice Katarzyny. Kiedy król wraca, zastaje zamknięte drzwi i słyszy męski głos rozmawiający z Katarzyną. W chwili gdy z pomocą straży wyłamuje drzwi, Ethelwood znika w tajemnym przejściu. Katarzyna nie chce wyznać kim był mężczyzna, który u niej był.
Obraz VII sala Parlamentu – Król Henryk żąda wydania wyroku śmierci, na żonę winną zdrady i jej wspólnika. Hrabia Sussex domaga się dowodów winy królowej, a gdy parlament skazuje ją na śmierć, Sussex żąda sądu Bożego i ofiaruje się walczyć za Katarzynę. Do walki z nim zgłasza się zamaskowany Ethelwood.

### Akt V Katarzyna Howard
Obraz VIII Londyńska Tower – Królowa czeka na wykonanie wyroku. Sussex zginął. Ma nadzieję, że gdyby udało się jej porozmawiać z królem, ocaliłaby życie. Przekupuje, więc wchodzącego do jej celi kata swym pierścionkiem zaręczynowym. Ucieczka kata spowoduje kilkudniową zwłokę w wykonaniu wyroku. Korzystając z tej sytuacji namawia arcybiskupa Cranmera, by zaniósł królowi list od niej. Kiedy ucieczka kata zostaje ujawniona, herold wzywa chętnego, który podjąłby się wykonać wyrok. Zgłasza się zamaskowany Ethelwood. Królowa nie ma siły, by odbyć spowiedź. Ethelwood zastępuje ją w wyznaniu jej win, a ona je wszystkie potwierdza. Arcybiskup udziela jej rozgrzeszenia, a Ethelwood wyprowadza ją z wieży. Po wykonaniu wyroku na królowej, zdziera maskę i ujawnia zebranym jej wspólnika.